# Феликс Савон
Феликс Савон Фабре (на испански: Félix Savón Fabre е кубински боксьор, трикратен Олимпийски шампион (един от едва тримата трикратни олимпийски шампиони, заедно с Теофило Стивенсон и Ласло Пап) и 6-кратен Световен шампион за аматьори.
През 2001 г. Савон е удостоен с почетен Олимпийски орден на МОК.

## Олимпийски резултати
1992
- Победа срещу Кристоф Рижек (Полша) – техн. нокаут във 2-ри рунд
- Победа срещу Бернт Тушерт (Германия) – 11 – 2
- Победа срещу Даниел Никълсън (САЩ) – 13 – 11
- Победа срещу Арнолд Вандерлинде (Холандия) – 23 – 3
- Победа срещу Дейвид Изронитеи (Нигерия) – 14 – 1

1996
- Победа срещу Аднрей Карндявка (Киргистан) – 9 – 3
- Победа срещу Куамена Тургсон (Швеция) – техн. нокаут в 1-ви рунд
- Победа срещу Георги Канделаки (Грузия) – 20 – 4
- Победа срещу Луан Красниги (Германия) – отказ
- Победа срещу Дейвид Дефиагбон (Канада) – 20 – 2

2000
- Победа срещу Оджимае Размус (Нигерия) – 18 – 3
- Победа срещу Майкъл Бенет (САЩ) – 23 – 8
- Победа срещу Себастиан Кьобер (Германия) – 19 – 8
- Победа срещу Султан Ибрахимов (Русия) – 21 – 13